# 沼貫村
沼貫村（ぬぬきむら）は、兵庫県氷上郡にあった村。現在の丹波市氷上町の南西部にあたる。

## 地理
- 山岳：高見城山、白山、篠ヶ峰
- 河川：加古川、油利谷川、中河原川

## 歴史
- 1889年（明治22年）4月1日 - 町村制の施行により、小野村・朝阪村・油利村・佐野村・稲畑村・谷村・新郷村および福田村の一部の区域をもって発足。
- 1955年（昭和30年）7月23日 - 成松町・葛野村・幸世村・生郷村と合併して氷上町が発足。同日沼貫村廃止。

## 交通

### 道路
- 国道175号